# Bitwa pod Marstrand
Bitwa pod Marstrand miała miejsce w roku 1719 w trakcie III wojny północnej.
W roku 1719 duński admirał Peter Tordenskjold na czele 19 okrętów (7 liniowców, 2 fregat i 12 galer) obrał kurs na mocno ufortyfikowany port Marstrand gdzie zagrożenie stanowiła szwedzka flota. Fortecą na lądzie dowodził płk. Henrich Danckwardt. Dnia 22 lipca 1719 r. Duńczycy wysadzili desant, rozpoczynając ostrzał fortu z moździerzy i haubic. W trakcie walk, Duńczycy zdobyli 1 liniowiec i 4 mniejsze okręty oraz baterie nadbrzeżne z 45 działami. W ostateczności załoga szwedzka skapitulowała. Za tę decyzję płk. Danckwardt stanął później przed sądem wojennym, przez który został skazany za tchórzostwo i stracony.